# Liste de revues de philosophie
Liste de revues de philosophie

## A
- Acéphale (France, 1936-1939) : religion, sociologie.
- Astérion (France, fondée en 2003) : histoire des idées, philosophie politique.
- Actuel Marx (France, fondée en 1986) : études marxistes.
- Acta Philosophica Fennica (Finlande, fondée en 1935) : philosophie générale.
- Archives de philosophie (France, fondée en 1922) : philosophie générale, histoire de la philosophie.

## C
- Cahiers philosophiques (France, fondée en 1979) : philosophie générale, histoire de la philosophie.
- Critique (France, fondée en 1946) : philosophie, art, littérature.
- Cités (France, fondée en 2000) : philosophie politique.

## D
- Le Débat (France, 1980-2020) : histoire, politique, société.
- Diogène (France, fondée en 1952) : sciences humaines et sociales.

## E
- Environmental Ethics (USA, depuis 1979) : philosophie environnementale.
- Les Études philosophiques (France, depuis 1926) : philosophie générale, histoire de la philosophie.

## J
- Journal for General Philosophy of Science (international, fondée en 1970) : philosophie des sciences.

## L
- Lignes (France, fondée 1985) : philosophie générale, art, littérature.

## M
- Médiane (revue) (Québec, fondée en 2006) : philosophie générale.
- The Monist (Royaume-Uni, fondée en 1890) : philosophie générale.
- Multitudes (France, fondée en 2000) : philosophie générale, culture, politique.

## N
- Noesis (France, fondée en 1995) : philosophie générale.
- Nouvelle revue d'esthétique (France, fondée en 2008) : esthétique.

## P
- Philosophia Africana (États-Unis, 1998-2016) : philosophie africaine.
- The Philosophical Review (États-Unis, fondée en 1892) : philosophie analytique.
- Philosophie (France, fondée en 1984) : philosophie générale.
- Philosophie Magazine (France, fondée en 2006) : vulgarisation philosophique
- Philosophique (France, fondée en 1986) : philosophie générale.
- Philosophiques (Québec, fondée en 1974) : philosophie générale, histoire de la philosophie.
- Le Philosophoire (France, depuis 1996) : philosophie générale.
- Le Portique (France, depuis 1998) : philosophie générale, sciences humaines.

## R
- Ramuri (Roumanie, fondée en 1905) : philosophie générale, culture.
- Revue de synthèse (France, fondée en 1900) : histoire intellectuelle, histoire des sciences.
- Revue francophone d'esthétique (France, fondée en 2003) : esthétique analytique.
- Revue internationale de philosophie (Belgique, fondée en 1938) : philosophie générale.
- Revue philosophique de la France et de l'étranger (France, fondée en 1876) : philosophie générale.
- Rue Descartes (France, fondée en 1991) : philosophie générale.
- Revue de métaphysique et de morale (France, fondée en 1893) : philosophie générale.

## S
- Semen (France, fondée en 1983) : sciences du langage.
- Sigila (France et Portugal, fondée en 1998) : secret.
- Studia Phænomenologica (Roumanie, fondée en 2001) : phénoménologie.
- Symposium (Canada, fondée en 1997) : philosophie générale.

## T
- TELOS (États-Unis, fondée en 1968) : politique, histoire intellectuelle.
- Les Temps modernes (France, 1945-2018) : philosophie générale, politique, littérature.
- Tiqqun (France, 1999-2001) : anarchisme.